# Попов, Николай Михайлович (Герой Советского Союза)
Никола́й Миха́йлович Попо́в (1925—1995) — участник Великой Отечественной войны, Герой Советского Союза (1943).

## Биография
Родился 8 июня 1925 года в деревне Угольская Вельского уезда Вологодской губернии (ныне Устьянского района Архангельской области) в крестьянской семье. После окончания пяти классов школы стал работать в колхозе.
9 января 1943 года, ещё 17-летним, призван Устьянским райвоенкоматом в ряды РККА. Зачислен курсантом полковой школы 29-й запасной стрелковой бригады. Через несколько месяцев попадает на фронт под Курском. К осени служил командиром отделения во взводе противотанковых ружей 1031-го стрелкового полка (280-я стрелковая дивизия, 60-я армия) на Центральном фронте. В сентябре 1943 года советские войска, наступая на западном направлении, приступили к форсированию Днепра.

В ночь с 24 на 25 сентября 1943 года при форсировании реки Днепр в районе Рыбный промысел, что юго-западнее села Окуниново Остёрского района Черниговской области, под ураганным огнём противника тов. Попов первым сошёл на западный берег Днепра и с криком «Ура!» бросился на противника. Выскочив на возвышенное место, установил ручной пулемёт и открыл огонь, прикрывая высаживающихся остальных товарищей. В течение 25 и 26 сентября 1943 года противник предпринял 12 атак при поддержке 5 танков, но все они были отражены. С боем продвигаясь вперёд, Попов бесстрашно ручным пулемётом прикрывал правый фланг, не давая возможности противнику предпринимать фланговых атак. Когда вышли боеприпасы, тов. Попов использовал трофейный пулемёт и продолжал вести огонь.
Тов. Попов в течение 42 часов прикрывал правый фланг небольшой группой, которая обеспечила плацдарм для переправы через Днепр всех подразделений дивизии. Тов. Попов лично уничтожил 21 солдата и  2-х офицеров.

Указом Президиума Верховного Совета СССР от 17 октября 1943 года за успешное форсирование реки Днепр севернее Киева, прочное закрепление плацдарма на западном берегу реки Днепр и проявленные при этом отвагу и геройство младшему сержанту Попову Николаю Михайловичу присвоено звание Героя Советского Союза с вручением ордена Ленина и медали «Золотая Звезда» (№ 1187).
В 1944 году Николай Попов окончил курсы младших лейтенантов и стал офицером. В дальнейшем принимал участие в боях по освобождению Польши на 1-м Украинском фронте. За отличие в одном из боёв командир взвода ПТР 36-го пластунского полка 9-й пластунской Краснодарской дивизии 15-го стрелкового корпуса 60-й армии младший лейтенант Н. М. Попов 8 февраля 1945 года был награждён орденом Отечественной войны II степени.

15.01.45 года при атаке противника на командный пункт тов. Попов проявил отвагу и мужество, по сигналу тревоги он со своим взводом занял оборону и, подпустив атакующего противника на 50 метров, открыл огонь из ружей ПТР, тем самым заставил его залечь. Его взвод уничтожил одну огневую точку — ручной пулемёт и до 11 солдат и офицеров противника. Подняв свою пехоту, он первым бросился преследовать разбитого противника, чем способствовал уничтожению угрожающего положения захода в тыл нашим батальонам до роты противника и захвата нашего командного пункта.

4 июня 1945 года демобилизован. Вернувшись в родную деревню, женился на односельчанке Надежде Евгеньевне. У них родились дочь и сын. В начале 1950-х годов Н. М. Попов с семьёй переехал в посёлок Кулой, где многие годы трудился в вагонном депо (ВЧД-11) слесарем-монтажником.
В мае 1995 года был приглашён в Москву на праздничный парад и встретил юбилей Победы на Красной площади. Через три месяца, 23 августа 1995 года, ушёл из жизни. 

## Награды
Звание Героя Советского Союза с вручением ордена Ленина и медали «Золотая Звезда».

## Память
Одна из улиц в Кулое названа его именем. У мемориала памяти воинов-кулойцев, отдавших свои жизни за свободу и независимость нашей Родины, Герою Советского Союза Н. М. Попову установлен памятник.